# Siikavaara (kulle i Kajanaland)
Siikavaara är en kulle i Finland. Den ligger i Puolango och landskapet Kajanaland, i den centrala delen av landet, 600 km norr om huvudstaden Helsingfors. Toppen på Siikavaara är 382 meter över havet.
Terrängen runt Siikavaara är platt söderut, men norrut är den kuperad. Siikavaara är den högsta punkten i trakten. Trakten runt Siikavaara är nära nog obefolkad, med mindre än två invånare per kvadratkilometer. Närmaste större samhälle är Puhos, 17,9 km norr om Siikavaara. 